# GLONASS
GLONASS, (Ryska: ГЛОНАСС; Глобальная навигационная спутниковая система, Globalnaja navigatsionnaja sputnikovaja sistema) är ett globalt satellitnavigeringssystem som ägs och drivs av Ryssland. GLONASS startades som ett sovjetiskt militärt projekt, och den första satellituppskjutningen ägde rum i oktober 1982. Fullt utbyggt innehåller systemet 24 aktiva satelliter samt ett varierande antal reserver. Projektet fick ekonomiska problem i samband med Sovjetunionens sönderfall och fungerade under flera år enbart delvis, men sedan 2011 är det fullt operativt.
Numera har det kontrollsegment som övervakar satelliterna monitorstationer också utanför Rysslands gränser, bland annat i Latinamerika.
GLONASS har i likhet med GPS och Galileo banor med mycket liten excentricitet,[källa behövs] alltså nästan cirkulära. Vinkeln mot ekvatorplanet (inklinationen) är 64,8 grader, vilket kan jämföras med 55 grader för GPS och 56 grader för Galileo. Detta innebär bland annat att GLONASS-satelliter kan ses i zenit på motsvarande högre breddgrader än de två andra systemen.
GLONASS-satelliter har en mindre banhöjd än GPS- och Galileo-satelliter och därigenom också en kortare omloppstid än de nämnda.
GLONASS använder referenssystemet PZ90 som skiljer sig en liten aning från WGS-84 som används i GPS.
GLONASS har också accepterats av ICAO som system för flygnavigering.

## Mottagare
Produkter med inbyggda mottagare för GLONASS började dyka upp kring åren 2011 och 2012 som Apples mobiltelefon Iphone 4S. Kommersiella produkter med GLONASS har i regel även inbyggd GPS-mottagare.